# Federazione di baseball e softball del Cile
La Federazione cilena di baseball e softball (spa. Federación de Béisbol y Softbol de Chile) è un'organizzazione fondata per governare la pratica del baseball e del softball in Cile.
Organizza il campionato maschile e di softball femminile, e pone sotto la propria egida la nazionale maschile e di softball femminile.